# Verchne-Tulomskaja kraftverk
Verchne-Tulomskaja kraftverk (ryska: Нижне-Туломская ГЭС) är ett ryskt vattenkraftverk i Tuloma i Murmansk oblast, Ryssland.
Bygget startade 1961 och kraftverket invigdes 1964. Det ägs och drivs av det ryska energiföretaget TGK-1, ett dotterbolag till Kolskenergo (Kola energi). 
Verchne-Tulomskaja kraftverk utnyttjar ett fall på 58,5 meter i älven. Det har fyra kaplanturbiner med en installerad effekt av totalt 284 MW. 2015 påbörjades en renovering av kraftverket.